# Cupha cyclotas
Cupha cyclotas är en fjärilsart som beskrevs av Grose-smith 1898. Cupha cyclotas ingår i släktet Cupha och familjen praktfjärilar. Inga underarter finns listade i Catalogue of Life.